# Donny Marshall
Donny E. Marshall (Detroit, Míchigan; 17 de julio de 1972) es un exjugador de baloncesto estadounidense que disputó 5 temporadas en la NBA. Con 2,00 metros de altura, jugaba en la posición de alero.

## Trayectoria deportiva

### Universidad
Jugó durante cuatro temporadas con los Huskies de la Universidad de Connecticut, en las que promedió 9,9 puntos, 4,4 rebotes y 1,1 asistencias por partido.

### Profesional
Fue elegido en la segunda ronda del 1995, en el puesto 39, por Cleveland Cavaliers, equico con el que empezó a jugar como profesional. En su primera temporada apenas contó para su entrenador, Mike Fratello, que sólo lo alineó en 34 partidos, jugando apenas una media de 6 minutos por partido. Su mejor anotación fueron los 7 puntos que anotó contra Indiana Pacers el 7 de noviembre de 1995. Su segunda temporada fue similar, jugando algún minuto más, pero casi siempre de los denominados "de la basura". A pesar de ello fue el sexto mejor anotador de triples de su equipo, al anotar 33, con un 37,9% de acierto.
Tras verse despedido de los Cavs, fue a jugar a la Continental Basketball Association, con los Connecticut Pride, disputando en la temporada 1999-2000 el All Star de dicha competición, partido en el que consiguió 14 puntos. Recibió entonces una oferta para un contrato de 10 días de nuevo con los Cavaliers, que al final fueron tres contratos seguidos similares, disputando 6 partidos de la temporada 1999-00.
Regresó a la CBA, donde jugó con los Kansas City Knights, hasta que recibió una llamada de los New Jersey Nets, para firmar un contrato de diez días, el cual fue de nuevo renovado un par de veces. Jugó 20 partidos esa temporada, perdiéndose 11 por lesión, promediando 1,5 puntos por partido. LLegó a disputar un par de minutos de las Finales de la NBA de 2002 en las que su equipo se enfrentó a Los Angeles Lakers, perdiendo 4-0.
Al año siguiente firmó un nuevo contrato de 10 días con los Nets, tras el cual decidió retirarse definitivamente. En el total de su carrera profesional promedió 2,5 puntos y 1,0 rebotes por partido.

## Estadísticas de su carrera en la NBA

### Temporada regular
| Temporada | Edad | Equipo              | Liga | P   | TIT | MIN | TC  | TCA | %TC  | 3P  | 3PA | %3P  | TL  | TLA | %TL  | R.OF. | R.DEF. | REB | ASIS | ROB | TAP | PER | FP  | PTS |
| 1995-96   | 23   | Cleveland Cavaliers | NBA  | 34  | 0   | 6.1 | 0.7 | 2.0 | .353 | 0.2 | 0.9 | .233 | 0.6 | 1.0 | .629 | 0.3   | 0.5    | 0.8 | 0.2  | 0.2 | 0.1 | 0.2 | 0.8 | 2.3 |
| 1996-97   | 24   | Cleveland Cavaliers | NBA  | 56  | 0   | 9.8 | 0.9 | 2.9 | .325 | 0.6 | 1.6 | .379 | 0.7 | 1.0 | .704 | 0.4   | 0.9    | 1.3 | 0.4  | 0.4 | 0.1 | 0.6 | 1.1 | 3.1 |
| 1999-00   | 27   | Cleveland Cavaliers | NBA  | 6   | 0   | 6.5 | 0.5 | 1.8 | .273 | 0.0 | 0.5 | .000 | 0.8 | 1.0 | .833 | 0.0   | 0.2    | 0.2 | 0.0  | 0.3 | 0.0 | 0.5 | 1.2 | 1.8 |
| 2001-02   | 29   | New Jersey Nets     | NBA  | 20  | 0   | 5.9 | 0.4 | 1.5 | .276 | 0.1 | 0.2 | .500 | 0.6 | 0.9 | .667 | 0.4   | 0.7    | 1.1 | 0.3  | 0.2 | 0.0 | 0.1 | 0.7 | 1.5 |
| 2002-03   | 30   | New Jersey Nets     | NBA  | 3   | 0   | 2.0 | 0.0 | 1.0 | .000 | 0.0 | 0.3 | .000 | 0.0 | 0.0 |      | 0.0   | 1.0    | 1.0 | 0.0  | 0.0 | 0.0 | 0.3 | 0.0 | 0.0 |
| Total     |      |                     | NBA  | 119 | 0   | 7.7 | 0.7 | 2.3 | .321 | 0.4 | 1.1 | .336 | 0.6 | 0.9 | .681 | 0.3   | 0.7    | 1.0 | 0.3  | 0.3 | 0.0 | 0.4 | 0.9 | 2.5 |

### Playoffs
| Temporada | Edad | Equipo              | Liga | P | MIN | TCA | TC | 3PA | 3P | TLA | TL | R.OF. | REB | ASIS | ROB | TAP | PER | FP | PTS | %TC  | %3P  | %FT   | MIN | PTS | REB | AST |
| 1995-96   | 23   | Cleveland Cavaliers | NBA  | 1 | 1   | 0   | 0  | 0   | 0  | 0   | 0  | 0     | 0   | 0    | 0   | 0   | 0   | 0  | 0   |      |      |       | 1.0 | 0.0 | 0.0 | 0.0 |
| 2001-02   | 29   | New Jersey Nets     | NBA  | 7 | 14  | 1   | 5  | 0   | 4  | 1   | 1  | 0     | 0   | 0    | 0   | 0   | 0   | 1  | 3   | .200 | .000 | 1.000 | 2.0 | 0.4 | 0.0 | 0.0 |
| Total     |      |                     | NBA  | 8 | 15  | 1   | 5  | 0   | 4  | 1   | 1  | 0     | 0   | 0    | 0   | 0   | 0   | 1  | 3   | .200 | .000 | 1.000 | 1.9 | 0.4 | 0.0 | 0.0 |

## Vida posterior
Tras dejar el baloncesto en activo, Marshall ejerció labores de analista deportivo en los partidos de los Boston Celtics en la cadena de televisión local CSN New England. Quiere convertirse en golfista profesional y participar en los torneos de la PGA.